# Lean van Dyk
Lean van Dyk, né à Omaruru en 1976, est un joueur international namibien de rugby à XV.
Sélectionné à 10 reprises, il a notamment participé à la Coupe du monde 1999.

## Biographie
Lean van Dyk naît le 5 juin 1976 à Omaruru, alors dans le Sud-Ouest africain (devenu la Namibie en 1990).
Il évolue comme ailier ou arrière au sein du Wanderers Rugby Club.
Van Dyk obtient sa première sélection pour la Namibie à l'occasion des qualifications pour la Coupe du monde de rugby à XV 1999, qui se déroulent dans un contexte de tensions raciales qui poussent à avoir un grave débat portant sur la composition de l'équipe et le taux de joueurs noirs qui doivent la composer. Il affronte la Tunisie à Tunis le 18 avril 1998 (défaite 20 - 17).
Il participe à tous les matchs de qualification et fait partie du groupe pour disputer la Coupe du monde. Il joue aussi les trois matchs de la poule C contre les Fidji (défaite 67 - 18 ; il marque une transformation et deux pénalités), la France (défaite 47 - 13 ; il marque une transformation et deux pénalités) et le Canada (défaite 72 - 11 ; il inscrit une pénalité). La Namibie termine dernière de sa poule et n'est pas qualifié pour la phase finale de la compétition.
Lean van Dyk joue son dernier match international le 15 juin 2002 à l'occasion du match de qualifications pour la Coupe du monde de rugby à XV 2003 contre l'Madagascar (victoire 112 - 0). Évoluant en Afrique du Sud aux Stormers, avec lequel il dispute le Super 12 en 2003, il refuse, avec trois autres joueurs, de participer à la Coupe du monde pour rester avec la réserve de son club, la Western Province, qui doit disputer la Currie Cup, car sa fédération ne pourra pas le rémunérer pendant sa participation à la Coupe du monde, ce qui provoque une grosse polémique.
Quand il prend sa retraite internationale, Lean van Dyk cumule 10 capes, toutes jouées comme titulaire, et a inscrit 70 points, soit 3 essais et 11 transformations et 11 pénalités.
Néanmoins, on sait qu'il joue en Afrique du Sud aux Stormers, avec lequel il dispute le Super 12 en 2003, puis en Europe, notamment au sein du club italien du Gran Ducato Parma, avec qui il participe au Challenge européen.